# Mezinárodní den švihlé chůze

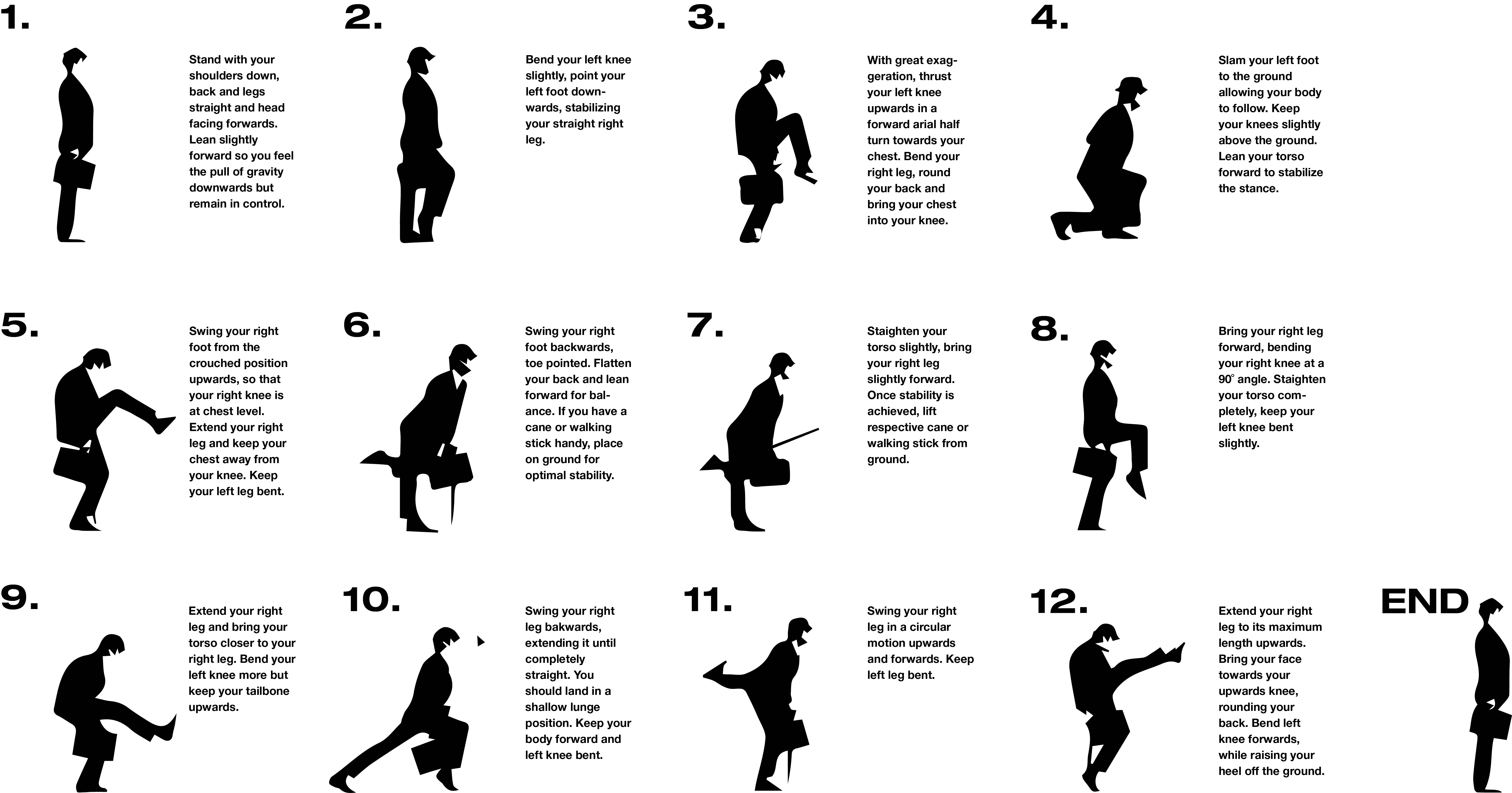
Typická švihlá chůze ze seriálu Monty Python

Mezinárodní den švihlé chůze je den, kdy se konají pochody švihlé chůze na připomínku kultovního britského seriálu Monty Python, ve kterém se objevil skeč pojednávající o Ministerstvu švihlé chůze. Svátek se slaví každoročně 7. ledna. Tradice vznikla v Brně a rozšířila se do celého světa. Od té doby se pochody pořádají v různých městech, z těch českých kromě Brna ještě například v Kutné Hoře, Olomouci a Ostravě. Pochody se pořádají nepravidelně i ve světových městech.

## Oslavy mezinárodního dne švihlé chůze

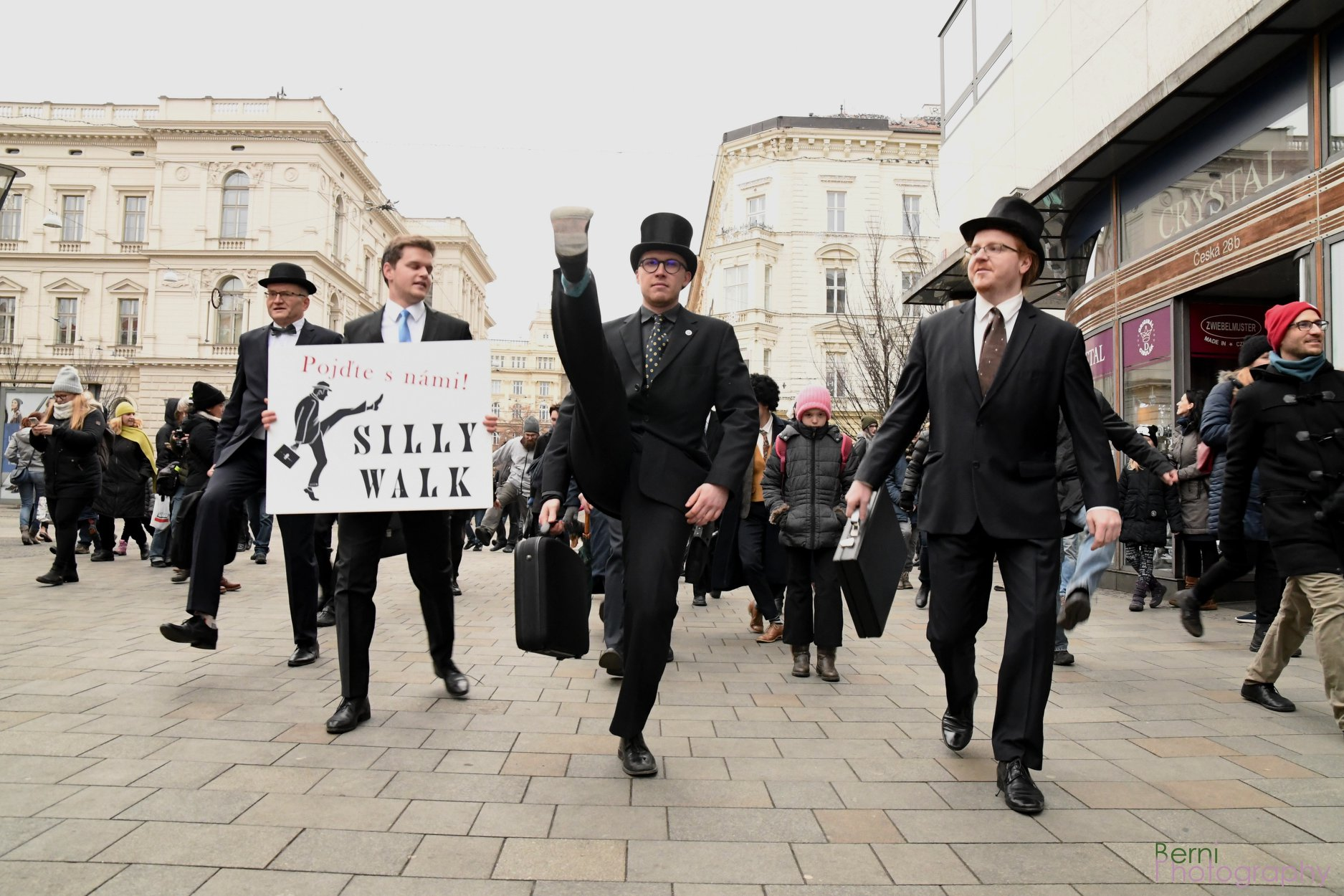
Brněnský švihlý pochod. Na snímku jeho zakladatelé Daniel Mašek (vpravo) a Adam Jandora (uprostřed).

Oficiálně se tento den slavil poprvé roku 2012 v Brně, kdy dvojice „představitelů“ Ministerstva švihlé chůze Adam Jandora (náměstek odboru levé nohy) a Dan Mašek (tajemník vládního výboru pro zešvihlení chůze národa) zorganizovali první švihlý pochod přes centrum moravské metropole. Prvního švihlého pochodu městem Brnem se zúčastnilo 11 lidí a 2 čivavy. Od té doby pořádají brněnský švihlý pochod pravidelně každý rok a počet účastníků vzrostl na zatím rekordních 320. Jejich iniciativy si zanedlouho všimla manažerka Monty Python Holly Gilliam, dcera jednoho z hlavních členů Terryho Gilliama. To vedlo k oficiálnímu pověření brněnské dvojice ke koordinaci této akce celosvětově prostřednictvím sociálních médií. Díky tomu pomohli na dálku zorganizovat pochody na Islandu, Austrálii, Brazílii, Německu, Španělsku, USA, Severní Makedonii, a dalších zemích. K těmto akcím se samovolně začali přidávat i další nadšenci jak v České republice, tak i po celém světě. Brněnské pochody se nekonaly v letech 2021 a 2022 z důvodů koronavirových opatření. V roce 2023 však byla tradice úspěšně obnovena uspořádáním jubilejního desátého ročníku, který byl nově zakončen nekomerčním hospodským kvízem na téma švihlé chůze a filmů Monty Python. Brněnský pochod se vyznačuje manifestací proti nedostatečnému financování Ministerstva švihlé chůze ze státního rozpočtu, o čemž pojednává tento krátký dokument na YouTube.